# 戦後開拓
戦後開拓（せんごかいたく）とは、日本国内における農地開拓のうち、第二次世界大戦後に食糧増産・復員軍人・海外引揚者・戦災者の就業確保のため、国策として行われた開拓事業である。

## 概要
1945年（昭和20年）11月9日、政府は閣議で「緊急開拓事業実施要領」を決定した。それは戦後混乱期の深刻な食糧難を背景に、食糧増産、離職者・復員者の就労確保、新農村建設を目的に、5年間で100万戸を帰農させ、155万町歩の開墾、10万町歩の干拓を実施し、米換算で1,600万石の生産を上げようとするものであった。「緊急開拓事業実施要領」は1947年（昭和22年）10月「開拓事業実施要領」に改訂された後、1958年（昭和33年）5月「開拓事業実施要綱」により制度的な完成をみた。
この間に行われていた昭和天皇の戦後巡幸では、全国各地の開拓地も視察先に組み入れられた。戦後開拓はこの後、1961年（昭和36年）8月の「開拓パイロット事業実施要綱」による方針転換を経て、1975年（昭和50年）4月、開拓行政の一般農政への統合完了により、終結した。
この間、全国で21万1千戸が開拓地に入植し、105万6千戸の既存農家が開拓地に農地を取得した。開墾施行面積は、44万9千 haであった。しかし、開拓地の営農は困難を極め、開拓を諦め離村した者も多く、21万1千戸の入植者のうち開拓行政終了時点で入植を継続している戸数は9万3千戸と、半分以下に減っていた。
戦後開拓地のうちには、大規模な国営開拓により、酪農等のモデル的な大規模営農が成立した地域がある他、入植者の努力により畜産や果樹・蔬菜などの産地形成に成功した地域もあるが、一方で営農条件の悪い地域も多く、特に山間部の小規模開拓地においては、開拓行政に基づく手厚い営農指導にもかかわらず、土壌や気候等の劣悪な環境の下営農基盤を確立できず、全戸離村に至った開拓地も多い。また入植者は独自の開拓農協に組織化されたほか、入植者が地元農家の次三男等でない場合、地元農家との関係も疎遠になりがちであった。さらに、入植者の中には満蒙開拓移民として満州での開拓に従事し、引揚後再び開墾作業に携わった者も多い。このため、「戦後開拓」という言葉は、入植者の困難を極めた開拓そのものへの思いと共に、どのような視点から、どのような開拓地を念頭に置くかによって、そのイメージは話者により極めて多様なものとなる。
また、戦後開拓地はそれまで水田稲作が行われていなかった地域であるため、灌漑用水の確保できない洪積台地上であることが多かったが、まとまった平坦地で所有関係が複雑でないという土地形態や営農の困難を背景に、高度成長期以降、工業団地や空港等の公共用地、ゴルフ場等に転用された例も多い。

## 事業実施の概要
1958年（昭和33年）の「開拓事業実施要綱」によって完成された開拓事業の手順は、次のようであった。
- 開拓適地の選定
開拓地の選定は、5万分の1地形図を使い、傾斜15度以内で50haのまとまった土地が確保できるところを機械的に選んだうえで、個別に都道府県が調査を行い、選定した。このため、気候・土壌条件の劣悪なところも多かった。
- 開拓用地の取得
開拓用地は、国が主に自作農創設特別措置法（1946年（昭和21年））に基づき強制的に取得した。
- 地区開拓計画の樹立
開拓用地として取得した開拓財産について、規模により地方農地事務局又は都道府県が地区開拓計画を策定し、建設計画や土地配分計画を作成した。
- 事業の実施
開拓事業は規模により、国営、都道府県代行、補助地区に分けて行われた。
- 開拓者の選定と土地配分
開拓者の選定は都道府県開拓審議会入植者選定部会により行われ、選定された入植者に土地が売り渡された。
- 入植者に対する補助、融資
入植者に対しては、住宅建設・開墾作業・土壌改良について補助したほか、開拓農協に対する飲料水施設補助、市町村に対する分教場設置補助などの支援を行った。また、営農に当たり、開拓者資金の融資が行われた。
- 成功検査
入植後、内地では概ね5年、北海道では7年後、成功検査が行われ、検査に合格しない場合、国は土地を強制的に買い戻すことができた。

## 開拓行政
戦後開拓においては、開拓の実施やその後の営農指導にあたり、一般農政と別に開拓行政が組織化された。農林省では1945年（昭和20年）10月「開拓局」が設置され、開拓行政を一元的に担った。しかし開拓局はその後、1949年（昭和24年）6月「農地局」に改組された後、1972年（昭和47年）「構造改善局」に再編吸収された。また、各都道府県では開拓局又は開拓課が置かれ、開拓行政を担っていた。
開拓行政では、開墾事業や、道路等の基盤整備事業の実施、土壌改良や住宅整備、水道電気整備等への助成のほか、農業改良普及員とは別に「開拓営農指導員」を配置しての営農指導、保健所保健婦とは別に配置された「開拓保健婦」による保健指導、小中学校の分校設置への助成、入植者により組織された開拓農業協同組合の指導、開拓者資金融資等、入植者の生活を全面的に支援していた。

## 時期区分

### 「緊急開拓事業実施要領」期
1945年（昭和20年）11月9日に閣議決定した「緊急開拓事業実施要領」においては、戦後の混乱期の深刻な食糧不足を背景に、大量の復員軍人・海外引揚者・離職者を帰農させ、その食糧自給を図るため、農地開拓を緊急に実施することとした。この段階では民間の未開墾地を国が容易に入手する手段がなかったため、未利用となった旧軍用地が真っ先に開拓用地に供された。1946年（昭和21年）以降は自作農創設特別措置法により、民間の未開墾地を国が強制的に買収できることになったため、開拓地の確保は急速に進展した。しかしながら、入植者に対する事前の支援策はほとんどなく、それまで農業に従事した経験のない者も含め、単に鋤と鍬を与えられて開墾作業に従事したのがほとんどである。このため、入植当初は住居もなく、軍用天幕や防空壕で共同生活を行いながら開墾作業に従事するケースもあった。

### 「開拓事業実施要領」期
緊急開拓事業は戦後の混乱期の食糧不足を背景に、社会政策的・人口政策的側面が強かったが、開拓営農への支援体制の不備から入植者のうち離農する者も多く、一方で終戦直後の混乱期を脱するにつれ、社会政策的必要性が薄れてきた。このため、1947年（昭和22年）10月24日、農林省は新たに「開拓事業実施要領」を定め、「緊急」の文言を削除した。この要領では、目的から食糧不足への対応や復員者等の帰農対策が削られ、純粋に土地の農業上の利用増進が目的に掲げられた。具体的には、開墾目標面積は155万町歩で変更がなかったが、新規入植者数を100万戸から34万6千戸に減らすとともに、新たに地元農家の農地拡大のため、増反戸数を94万6千戸とした。一方で、入植者については選別が行われることとなり、結果として地元農家の次三男がこれ以降多く入植することとなった。
1955年（昭和30年）には、世界銀行の融資を受けた大規模な国営開拓事業として、根釧パイロットファームと上北パイロットファームの開拓が開始されたほか、1957年（昭和32年）には八郎潟干拓が開始された。

### 「開拓パイロット事業」期
1958年（昭和33年）5月に制定された「開拓事業実施要綱」により戦後開拓事業が制度的な完成をみた頃から、食糧増産や就労機会の確保の社会的要請は失われてきたことを背景に、戦後開拓は方針転換が図られた。
1961年（昭和36年）8月に事務次官通達により定められた「開拓パイロット事業実施要綱」では、農業経営規模の拡大による自立経営の育成が目標とされ、原則として既存農業者による申請により事業を行い、土地は申請者の自己調達とし、国による新規用地取得を止めた。また、畜産・果樹等の成長部門の経営育成を主眼とし、営農指導は一般農業施策の中で行うこととしたため、「戦後開拓」というよりは一般的な「農用地開発」事業というべきものに変化していった。また、1963年（昭和38年）から実施された開拓営農振興対策以降、開拓行政の主眼は新規入植者対策よりも既存入植者対策が中心となり、営農基盤の確立した農家については一般農政の対象とする一方で、不振農家に対しては離農を推進する対策が盛り込まれていった。

### 戦後開拓の終了（一般農政への統合）
1969年（昭和44年）10月、農林省は開拓行政の一般農政への統合の方針を示し、これ以降開拓営農指導員の農業改良普及員への統合、開拓保健婦の保健所保健婦への統合、開拓者資金に係る負債対策、開拓農業協同組合の解散等の施策を進めたうえで、1975年（昭和50年）度をもって開拓行政は一般農政に統合され、戦後開拓は終了した。一方で、1971年（昭和46年）度からいわゆる減反政策が本格的に開始された。

## 主な戦後開拓地
- 三本木原（青森県十和田市）1937年（昭和12年）～1966年（昭和41年）事業実施　開拓面積9,323ha[6]
- 矢吹ヶ原（白河矢吹）（福島県矢吹町他）1941年（昭和16年）～1964年（昭和39年）事業実施　開拓面積2,767ha[7]
- 川南原（宮崎県川南町）1939年（昭和14年）～1959年（昭和34年）事業実施　開拓面積1,865ha[8]
これらの三つの開拓地は「日本三大開拓地」と呼ばれている[9]
- 根釧パイロットファーム（北海道別海町）1955年（昭和30年）～1966年（昭和41年）事業実施　開拓面積7,300ha
- 上北パイロットファーム（青森県六ヶ所村他）1955年（昭和30年）～1965年（昭和40年）事業実施　開拓面積1,740ha
- 八郎潟干拓（秋田県大潟村）1957年（昭和32年）～1977年（昭和52年）事業実施　開拓面積12,802ha[10]